# Black Horse & the Cherry Tree
"Black Horse & the Cherry Tree" is een nummer van de Schotse singer-songwriter KT Tunstall. Het is de eerste single van haar debuutalbum Eye to the Telescope uit 2004. De single werd in februari 2005 uitgebracht en stond onder meer in de top 40 in Ierland, Verenigd Koninkrijk en Frankrijk. Het jaar daarop werd de single een hit buiten Europa en bereikte nummer 7 in Canada en nummer 20 in de Verenigde Staten en Nieuw-Zeeland.
Volgens Tunstall is het lied geïnspireerd door een vakantie in Griekenland waar ze een groot zwart paard gek zag worden in een olijfgaard. Ze schreef het nummer jaren later nadat ze een concert van Son of Dave had gezien, wat haar inspireerde tot het schrijven van een bluesachtig nummer.
Live wordt het nummer uitgevoerd door Tunstall alleen. De gelaagde gitaar en zang worden stuk voor stuk opgebouwd door de delen live te samplen en een loop-pedaaleenheid te gebruiken om de achtergrondtrack te creëren. Een optreden van het nummer bij het televisieprogramma Later... with Jools Holland (opgenomen vóór de release van Eye to the Telescope) droeg bij aan de doorbraak van Tunstall. Met het nummer won Tunstall een prijs voor beste single van 2005 in Q en, in 2007, een nominatie voor een Grammy Award in de categorie "Best Female Pop Vocal Performance". De video van het nummer stond op nummer 19 in de 40 beste video's van 2006 van VH1.

## Tracklist
Cd-single
1. "Black Horse and the Cherry Tree"
2. "One Day" (live)

Vinylsingle
1. "Black Horse and the Cherry Tree"
2. "Barbie"

## NPO Radio 2 Top 2000
| Nummer met noteringen in de NPO Radio 2 Top 2000 | '07  | '08 | '09  | '10  | '11  |
| ------------------------------------------------ | ---- | --- | ---- | ---- | ---- |
| Black Horse and the Cherry Tree                  | 1878 | -   | 1891 | 1657 | 1933 |

1. ↑  Een '-' betekent dat het nummer niet was genoteerd en een vetgedrukt getal geeft de hoogste notering aan.
2. ↑  2007 was het eerste jaar met een notering voor dit nummer.
3. ↑  Deze tabel is bijgewerkt tot en met de laatste editie (2024).